# Pervomaïskoïe (district municipal, Moscou)
Pervomaïskoïe (russe : Первома́йское, litt. « du Premier Mai ») est un district municipal du district administratif de Troïtsk de la ville de Moscou. Il a été formé dans le cadre de la réforme municipale de 2005/2006, comprenant 28 localités de peuplement, à partir du district rural de Pervomaïskoïe, supprimé plus tard. Après l'extension du territoire administratif de Moscou (2011-2012), son territoire est intégré le 1er juillet 2012 dans Moscou.
Son centre administratif est la bourgade de Ptitchnoïé, la localité la plus peuplée du district municipal.

## Population
- 2010:  7 237 habitants
- 2012:  7 537 habitants
- 2013:  7 924 habitants
- 2014:  7 962 habitants
- 2015:  8 048 habitants
- 2016:  8 154 habitants
- 2017:  8 197 habitants
- 2018:  8 378 habitants
- 2019:  8 481 habitants
- 2020:  9 215 habitants
- 2021: 20 336 habitants

## Localités
Il y a 28 localités dans le district municipal de Pervomaïskoïe. Ptitchnoïé, le centre administratif, est la bourgade la plus peuplée avec 4 262 habitants en 2021, suivie de Pervomaïskoïe avec 1 292 habitants.

## Histoire

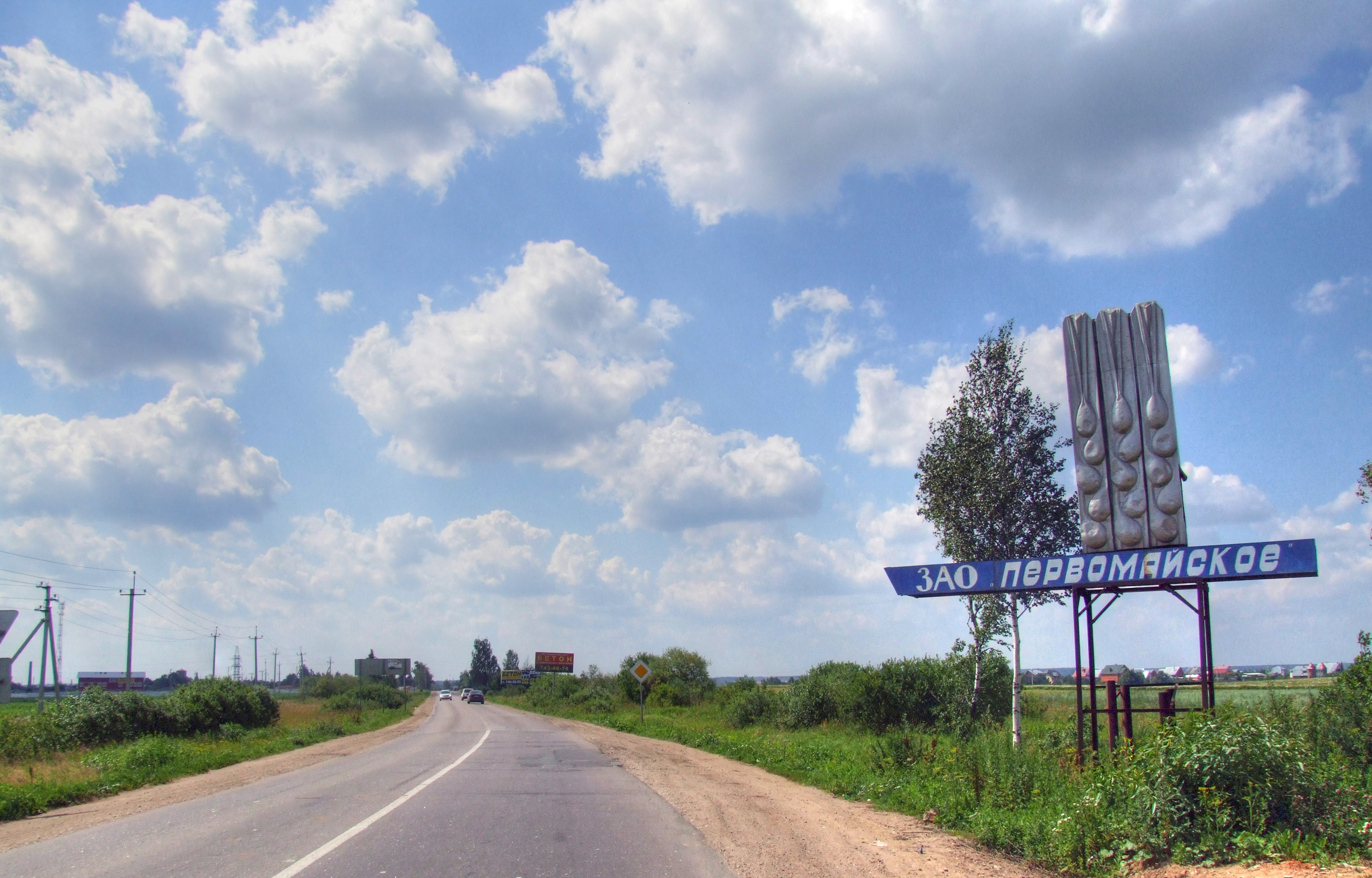
Panneau de l'entreprise Pervomaïskoïe.

Le soviet rural Pervomaïski est formé en 1929, dépendant du raïon Krasno-Pakhorski (1946-1957: raïon de Kalinine) de l'oblast de Moscou.
Le 7 décembre 1957, le soviet rural Pervomaïski entre dans le raïon Leninski de l'oblast de Moscou, puis de Naro-Fominsk. En 1963, le raïon de Naro-Fominsk est supprimé, mais il est reformé en 1965. Pervomaïskoïe devient un district rural en 1994. Le 1er juillet 2012, le district rural Pervomaïskoïe entre dans le district administratif de Troïtsk de la Nouvelle Moscou et l'adjectif rural lui est ôté.

## Transport

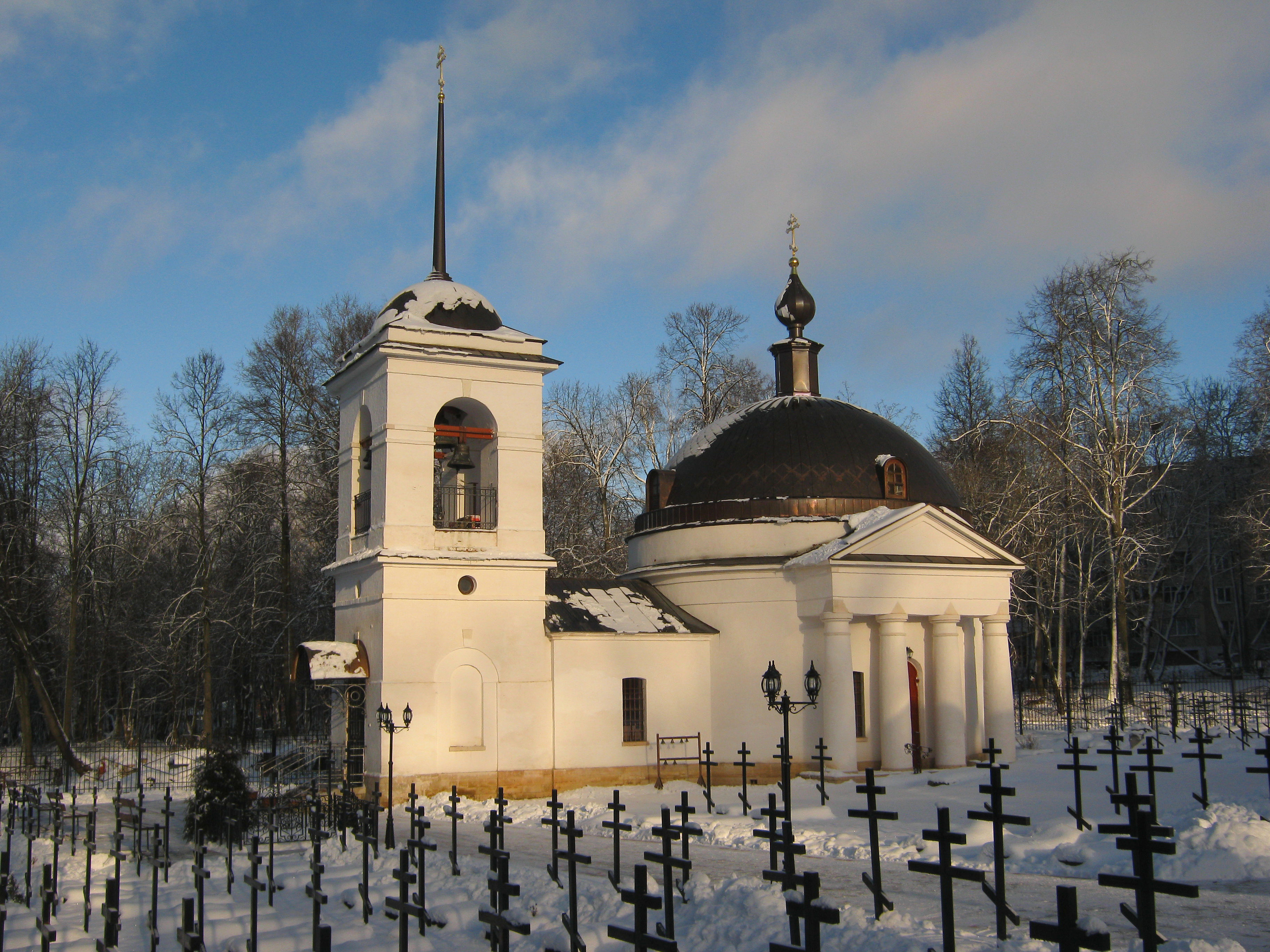
Vue de l'église de la Descente-du-Saint-Esprit.

Le district est desservi par l'autoroute de Kiev (M3). Après être sorti de la station de métro Salaviero l'autobus 304k mène au district, avec les arrêts Ptitchnoïé, Pervomaïskoïe, jusqu'au terminus de Troïtsk. De même la station du métro de Moscou Tioply Stan est desservie par l'autobus n° 526 dont le terminus est Pervomaïskoïe.

## Parcs et espaces verts
- Parc du manoir de Staro-Nikolskoïé
- Zone de loisir Zaretchnoïé: 7,5 hectares

## Lieux à visiter
- Église de la Descente-du-Saint-Esprit[6], et manoir du domaine de Staro-Nikolskoïé, ancienne propriété de la famille Moussine-Pouchkine.
- Manoir de Vassili Petrovitch Berg construit par Vladimir Adamovitch en 1904[7].